# EPrix van Marrakesh 2019
De ePrix van Marrakesh 2019, een race uit het Formule E-kampioenschap, werd gehouden op 12 januari 2019 op het Circuit International Automobile Moulay El Hassan. Het was de tweede race van het seizoen.
De race werd gewonnen door Jérôme d'Ambrosio voor het team Mahindra Racing, die zijn eerste zege behaalde sinds de ePrix van Mexico-Stad 2016, nadat de leidende BMW i Andretti Motorsport-coureurs António Félix da Costa en Alexander Sims met elkaar in aanraking kwamen en veel tijd verloren. De Envision Virgin Racing-teamgenoten Robin Frijns en Sam Bird, die de race startte vanaf pole position, werden tweede en derde.

## Kwalificatie
| Pos                 | No | Coureur                | Team                        | Q1       | Q2       | Grid |
| ------------------- | -- | ---------------------- | --------------------------- | -------- | -------- | ---- |
| 1                   | 2  | Sam Bird               | Envision Virgin Racing      | 1:17.851 | 1:17.489 | 1    |
| 2                   | 25 | Jean-Éric Vergne       | DS Techeetah Formula E Team | 1:18.042 | 1:17.535 | 2    |
| 3                   | 28 | António Félix da Costa | BMW i Andretti Motorsport   | 1:17.950 | 1:17.626 | 6    |
| 4                   | 23 | Sébastien Buemi        | Nissan e.Dams               | 1:17.906 | 1:17.738 | 3    |
| 5                   | 27 | Alexander Sims         | BMW i Andretti Motorsport   | 1:17.935 | 1:18.400 | 4    |
| 6                   | 20 | Mitch Evans            | Panasonic Jaguar Racing     | 1:18.106 | 1:29.379 | 5    |
| 7                   | 94 | Pascal Wehrlein        | Mahindra Racing             | 1:18.126 |          | 7    |
| 8                   | 4  | Robin Frijns           | Envision Virgin Racing      | 1:18.200 |          | 8    |
| 9                   | 3  | Nelson Piquet jr.      | Panasonic Jaguar Racing     | 1:18.347 |          | 9    |
| 10                  | 64 | Jérôme d'Ambrosio      | Mahindra Racing             | 1:18.440 |          | 10   |
| 11                  | 11 | Lucas di Grassi        | Audi Sport ABT Schaeffler   | 1:18.595 |          | 11   |
| 12                  | 22 | Oliver Rowland         | Nissan e.Dams               | 1:18.604 |          | 12   |
| 13                  | 7  | José María López       | Geox Dragon Racing          | 1:18.612 |          | 13   |
| 14                  | 16 | Oliver Turvey          | NIO Formula E Team          | 1:18.624 |          | 14   |
| 15                  | 19 | Felipe Massa           | Venturi Formula E Team      | 1:18.780 |          | 15   |
| 16                  | 66 | Daniel Abt             | Audi Sport ABT Schaeffler   | 1:18.921 |          | 16   |
| 17                  | 48 | Edoardo Mortara        | Venturi Formula E Team      | 1:19.133 |          | 17   |
| 18                  | 8  | Tom Dillmann           | NIO Formula E Team          | 1:19.338 |          | 18   |
| 19                  | 17 | Gary Paffett           | HWA Racelab                 | 1:19.516 |          | 19   |
| 20                  | 36 | André Lotterer         | DS Techeetah Formula E Team | 1:19.633 |          | 20   |
| 21                  | 6  | Maximilian Günther     | Geox Dragon Racing          | 1:23.332 |          | 21   |
| 110%-tijd: 1:25.636 |    |                        |                             |          |          |      |
| 22                  | 5  | Stoffel Vandoorne      | HWA Racelab                 | 1:33.404 |          | 22   |

## Race
| Pos | No | Coureur                | Team                        | Rondes | Tijd/Oorzaak uitval | Grid | Punten |
| --- | -- | ---------------------- | --------------------------- | ------ | ------------------- | ---- | ------ |
| 1   | 64 | Jérôme d'Ambrosio      | Mahindra Racing             | 31     | 46:45.884           | 10   | 25     |
| 2   | 4  | Robin Frijns           | Envision Virgin Racing      | 31     | +0.143              | 8    | 18     |
| 3   | 2  | Sam Bird               | Envision Virgin Racing      | 31     | +0.461              | 1    | 18     |
| 4   | 27 | Alexander Sims         | BMW i Andretti Motorsport   | 31     | +0.740              | 4    | 12     |
| 5   | 25 | Jean-Éric Vergne       | DS Techeetah Formula E Team | 31     | +1.232              | 2    | 11     |
| 6   | 36 | André Lotterer         | DS Techeetah Formula E Team | 31     | +1.457              | 20   | 8      |
| 7   | 11 | Lucas di Grassi        | Audi Sport ABT Schaeffler   | 31     | +1.633              | 11   | 7      |
| 8   | 23 | Sébastien Buemi        | Nissan e.Dams               | 31     | +2.455              | 3    | 4      |
| 9   | 20 | Mitch Evans            | Panasonic Jaguar Racing     | 31     | +2.980              | 5    | 2      |
| 10  | 66 | Daniel Abt             | Audi Sport ABT Schaeffler   | 31     | +4.014              | 16   | 1      |
| 11  | 7  | José María López       | Geox Dragon Racing          | 31     | +4.528              | 13   |        |
| 12  | 6  | Maximilian Günther     | Geox Dragon Racing          | 31     | +6.034              | 21   |        |
| 13  | 48 | Edoardo Mortara        | Venturi Formula E Team      | 31     | +6.790              | 17   |        |
| 14  | 3  | Nelson Piquet jr.      | Panasonic Jaguar Racing     | 31     | +6.833              | 9    |        |
| 15  | 22 | Oliver Rowland         | Nissan e.Dams               | 31     | +7.529              | 12   |        |
| 16  | 16 | Oliver Turvey          | NIO Formula E Team          | 31     | +9.241              | 14   |        |
| 17  | 8  | Tom Dillmann           | NIO Formula E Team          | 31     | +9.665              | 18   |        |
| 18  | 19 | Felipe Massa           | Venturi Formula E Team      | 31     | +10.250             | 15   |        |
| DNF | 28 | António Félix da Costa | BMW i Andretti Motorsport   | 25     | Ongeluk             | 6    |        |
| DNF | 17 | Gary Paffett           | HWA Racelab                 | 3      | Schade ongeluk      | 19   |        |
| DNF | 94 | Pascal Wehrlein        | Mahindra Racing             | 1      | Schade ongeluk      | 7    |        |
| DNF | 5  | Stoffel Vandoorne      | HWA Racelab                 | 1      | Schade ongeluk      | 22   |        |

## Tussenstanden wereldkampioenschap

### Coureurs
| Positie | No. | Rijder                 | Team                        | Punten |
| ------- | --- | ---------------------- | --------------------------- | ------ |
| 01      | 64  | Jérôme d'Ambrosio      | Mahindra Racing             | 40     |
| 02      | 28  | António Félix da Costa | BMW i Andretti Motorsport   | 28     |
| 03      | 25  | Jean-Éric Vergne       | DS Techeetah Formula E Team | 28     |
| 04      | 36  | André Lotterer         | DS Techeetah Formula E Team | 19     |
| 05      | 4   | Robin Frijns           | Envision Virgin Racing      | 18     |
| 06      | 2   | Sam Bird               | Envision Virgin Racing      | 18     |
| 07      | 20  | Mitch Evans            | Panasonic Jaguar Racing     | 14     |
| 08      | 27  | Alexander Sims         | BMW i Andretti Motorsport   | 12     |
| 09      | 23  | Sébastien Buemi        | Nissan e.dams               | 12     |
| 10      | 11  | Lucas di Grassi        | Audi Sport ABT Schaeffler   | 09     |

### Constructeurs
| Positie | Team                        | Punten |
| ------- | --------------------------- | ------ |
| 01      | DS Techeetah Formula E Team | 47     |
| 02      | Mahindra Racing             | 40     |
| 03      | BMW i Andretti Motorsport   | 40     |
| 04      | Envision Virgin Racing      | 36     |
| 05      | Nissan e.dams               | 18     |
| 06      | Panasonic Jaguar Racing     | 15     |
| 07      | Audi Sport ABT Schaeffler   | 14     |
| 08      | Geox Dragon Racing          | 0      |
| 09      | NIO Formula E Team          | 0      |
| 10      | Venturi Formula E Team      | 0      |